# Ratpenat pilós de Whitehead
El ratpenat pilós de Whitehead (Kerivoula whiteheadi) és una espècie de ratpenat de la família dels vespertiliònids. És endèmic de les Filipines.